# Midway Geyser Basin
Midway Geyser Basin er et mindre gejserområde i Yellowstone National Park i Wyoming, USA. Området er langt mindre end de øvrige gejserområder, der findes langs Firehole River, men omfatter alligevel to af parkens største geotermiske forekomster, Grand Prismatic Spring (110 m i diameter), verdens tredjestørste varme kilde, og Excelsior Geyser, der tidligere blev regnet for verdens største gejser, mens som ikke har haft udbrud i over 100 år. I dag er det en varm kilde, som udleder ca. 15.000 liter vand i minutter til Firehole River. Desuden findes nogle mindre, varme kilder i området, bl.a. Imperial Geyser, Turquoise Pool og Opal Pool. Fountain Paint Pots et område med varme mudderkilder mellem Midway og Lower Geyser Basin regnes også som hørende til Midway Geyser Basin. 
Midway Geyser Basin er egentlig en del af nationalparkens Upper Geyser Basin, men på grund af den isolerede beliggenhed midt mellem Upper og Lower Geyser Basin regnes det ofte for et særligt gejserområde. Som de fleste af de andre gejserområder i nationalparken ligger også Midway inden for randen af Yellowstones gamle caldera. 
Rudyard Kipling, som besøgte Yellowstone området i 1889 kaldte Midway Geyser Basin for "Hell's Half Acre".

## Eksterne links
- Midway Geyser Basin fra Yellowstone Park Net (engelsk)

44°31′4″N 110°49′56″V / 44.51778°N 110.83222°V